# Lijst van Tweede Kamerleden voor de financiële oppositie
Een overzicht van alle voormalige Tweede Kamerleden voor de financiële oppositie.
| Tweede Kamerlid                               | Begindatum        | Einddatum        |
| --------------------------------------------- | ----------------- | ---------------- |
| D.F. van Alphen                               | 13 november 1815  | 14 oktober 1840  |
| H. Backer                                     | 21 oktober 1827   | 18 oktober 1840  |
| G.G. Clifford                                 | 19 oktober 1824   | 20 oktober 1833  |
| J. Corver Hooft                               | 13 februari 1824  | 18 oktober 1840  |
| E.W. van Dam van Isselt                       | 19 oktober 1829   | 17 oktober 1841  |
| P.S. Dedel                                    | 19 oktober 1819   | 15 oktober 1837  |
| D. Fockema                                    | 24 oktober 1822   | 5 april 1830     |
| D. Fockema                                    | 18 oktober 1831   | 19 oktober 1834  |
| R.S. van der Gronden                          | 18 oktober 1831   | 18 oktober 1840  |
| G.K. van Hogendorp                            | 19 oktober 1819   | 16 oktober 1825  |
| D. Hooft Jzn.                                 | 22 oktober 1833   | 18 oktober 1840  |
| J.L.A. Luyben                                 | 20 oktober 1829   | 12 februari 1849 |
| M.J. de Man                                   | 5 augustus 1840   | 4 september 1840 |
| Ch.J.A. van Nagell van Ampsen                 | 22 oktober 1822   | 15 oktober 1837  |
| J.G. van Nes van Meerkerk                     | 21 oktober 1817   | 17 oktober 1818  |
| J.G. van Nes van Meerkerk                     | 19 oktober 1830   | 16 oktober 1836  |
| J.G. van Nes van Meerkerk                     | 5 augustus 1840   | 4 september 1840 |
| J.G. van Nes van Meerkerk                     | 19 december 1840  | 15 oktober 1843  |
| J. Op den Hooff                               | 12 december 1829  | 14 oktober 1838  |
| J.H. van Rechteren van Appeltern              | 9 maart 1841      | 17 oktober 1841  |
| J.H. van Reenen                               | 19 oktober 1824   | 14 oktober 1838  |
| R.P. Romme                                    | 21 oktober 1834   | 18 oktober 1840  |
| S.H. Roorda van Eysinga                       | 21 september 1815 | 20 oktober 1822  |
| A. Sandberg                                   | 21 oktober 1828   | 16 oktober 1842  |
| L.F.J.J.J. van Sasse van Ysselt               | 21 september 1815 | 18 oktober 1818  |
| L.F.J.J.J. van Sasse van Ysselt               | 21 oktober 1823   | 14 oktober 1832  |
| P.C. Schooneveld                              | 20 oktober 1828   | 18 oktober 1829  |
| P.C. Schooneveld                              | 5 augustus 1840   | 4 september 1840 |
| W.H. van Sytzama                              | 21 september 1815 | 15 oktober 1826  |
| W.R. van Tuyll van Serooskerken van Coelhorst | 19 oktober 1824   | 18 oktober 1840  |
| A. Warin                                      | 15 maart 1820     | 20 oktober 1822  |
| A. Warin                                      | 21 oktober 1823   | 17 oktober 1841  |